# Haplorhynchites pseudomexianus
Espèce
Haplorhynchites pseudomexianus est une espèce d'insectes coléoptères appartenant à la famille des Attelabidae.